# Туоксъярви
Ту́оксъя́рви (фин. Tuoksjärvi) — посёлок в составе Хаапалампинского сельского поселения Сортавальского района Республики Карелия.

## Общие сведения
Расположен вблизи автомобильной дороги местного значения 86К-338 («Янниканиэми — Сортавала»), на южном берегу залива Хотинлахти озера Хюмпёлянъярви и в четырёх километрах от одноимённого озера.

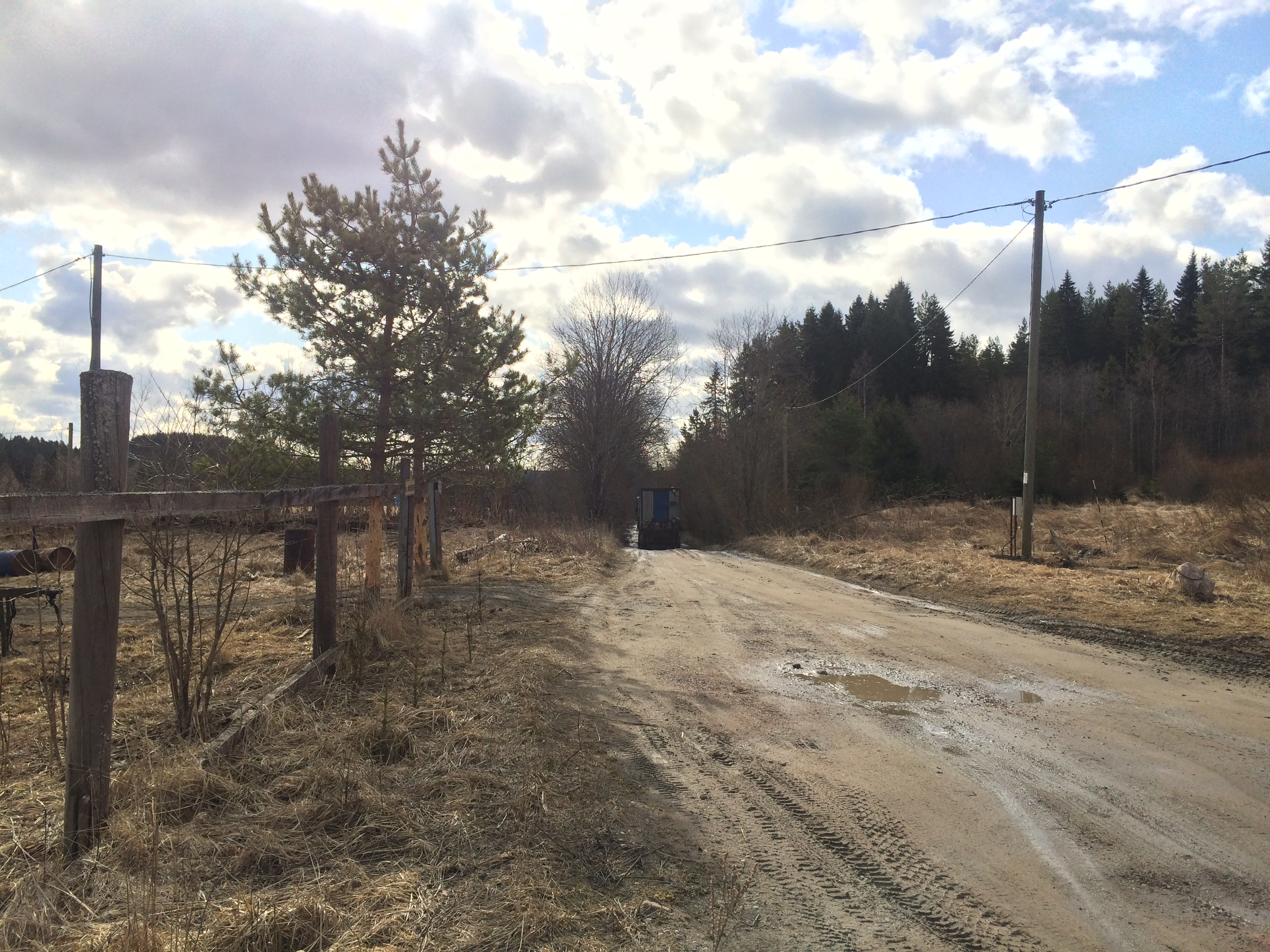

## Население
| 2002 | 2009 | 2010 | 2013 |
| ---- | ---- | ---- | ---- |
| 11   | ↘9   | ↘3   | ↘2   |